# Himantopterídeos
Himantopterídeos (Himantopteridae) é uma família de insectos da ordem Lepidoptera.